# At-Tuwani

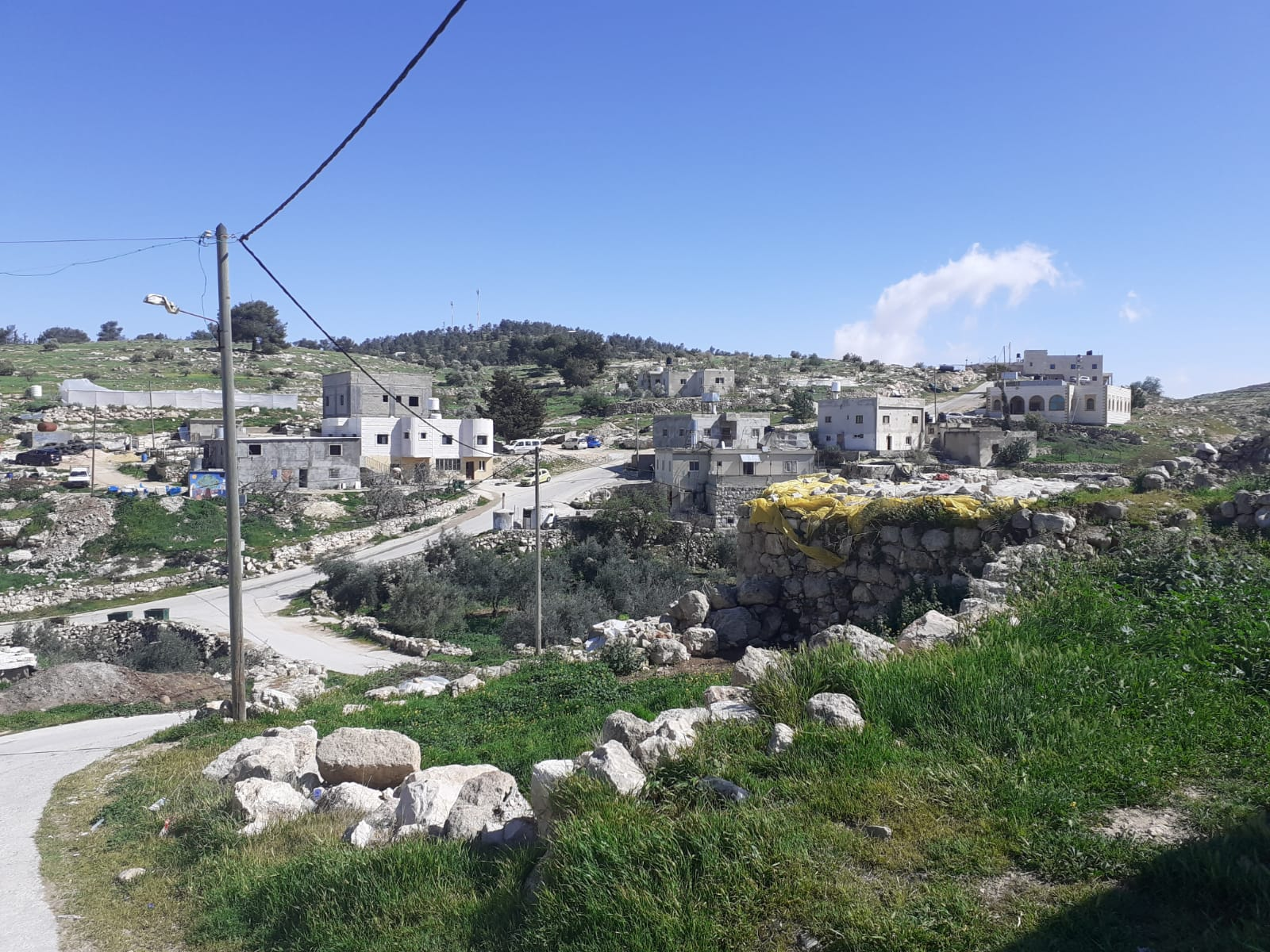
At-Tuwani, maart 2021

At-Tuwani (Arabisch: التواني) is een klein Palestijns dorp in Masafer Yatta in de heuvels ten zuiden van Hebron, in het gouvernement Hebron op de Westelijke Jordaanoever van Palestina. Het dorpje ligt ten zuid-oosten van Yatta. In 2017 had het dorpje 194 inwoners. De bevolking van de dorpjes in Masafer Yatta bestaat merendeels uit schaapherders en boeren.
In een publicatie met een overzicht van een serie onderzoeken in Palestina, Survey of Western Palestine (1883), wordt de plaats Khurbet Tûãny beschreven:

Khurbet et Tuany (L x). — Foundations and walls; a circular masonry well, and rock-cut tombs now blocked. A lintel stone 6 feet long was found with a winged tablet on it. Near the ruin was a round olive-press, 7 feet diameter, 10 inches deep, with a rim 5 inches thick. It was cut in a sort of sunken platform of the live rock, with a socket for a pole or pillar sunk in the centre of the press.

## Bezetting door Israël
Na de Zesdaagse oorlog in 1967 werd de Westelijke Jordaanoever door Israël militair bezet en worden er in steeds sneller tempo Israëlische nederzettingen en buitenposten/outposts gebouwd. Uit de nederzettingen rondom de dorpjes in Masafer Yatta vallen extremistische, nationalistische religieus-zionistische kolonisten de herders en de inwoners van de dorpjes regelmatig aan, veelal gewapend met stokken en honden. Israëlische soldaten laten de kolonisten hun gang gaan. De aangevallen Palestijnen worden daarna echter meestal gearresteerd. In maart 2018 bijvoorbeeld hield een groep van zo'n 30 kolonisten, onder bescherming van Israëlische soldaten, een rooftocht met vernielingen door At-Tuwani en probeerden ze de moskee in At-Tuwani in brand te steken. De dag daarop kwamen ze terug.
Basel Adra, een van de regisseurs van de met een Oscar bekroonde film/documentaire No Other Land (2024), woont in At-Tuwani. De film is in Masafer Yatta opgenomen en toont het leven van de bewoners daar onder de militaire bezetting en kolonisatie van Israël. Hij was vaak getuige van geweld door soldaten en kolonisten en, omdat hij vaak niets kon doen,  nam hij het op camera op. In maart 2021 was hij getuige van het hardhandig oppakken van vijf Palestijnse kinderen in de leeftijd van 8-12 jaar; zij plukten wilde bloemen en kwamen in de buurt van een buitenpost. Door de kolonisten daar werden ze afgeranseld, maar wisten te ontsnappen. Bij At-Tuwani werden de kinderen door soldaten gearresteerd, duidelijk op bevel van de kolonisten. Video's lieten een grote groep gemaskerde en gewapende Israëlische soldaten zien die de kinderen hardhandig arresteerden.